# Сетевой трафик
Сетево́й тра́фик, или интерне́т-тра́фик (англ. traffic — «движение», «грузооборот»), — объём информации, передаваемой через компьютерную сеть за определённый период времени. Количество трафика измеряется как в пакетах, так и в битах, байтах и их производных: килобайт (КБ), мегабайт (МБ) и т. д.
Трафик подразделяется на:
- исходящий (информация, поступающая во внешнюю сеть);
- входящий (информация, поступающая из внешней сети);
- внутренний (в пределах определённой сети, чаще всего локальной);
- внешний (за пределами определённой сети, чаще всего — интернет-трафик).

Программы, осуществляющие подсчёт сетевого трафика: TMeter, BWMeter, NetWorx, DU Meter, NetTraffic, NetBalancer.